# Radeon R100
 (janvier 2019).
Si vous disposez d'ouvrages ou d'articles de référence ou si vous connaissez des sites web de qualité traitant du thème abordé ici, merci de compléter l'article en donnant les références utiles à sa vérifiabilité et en les liant à la section « Notes et références ».

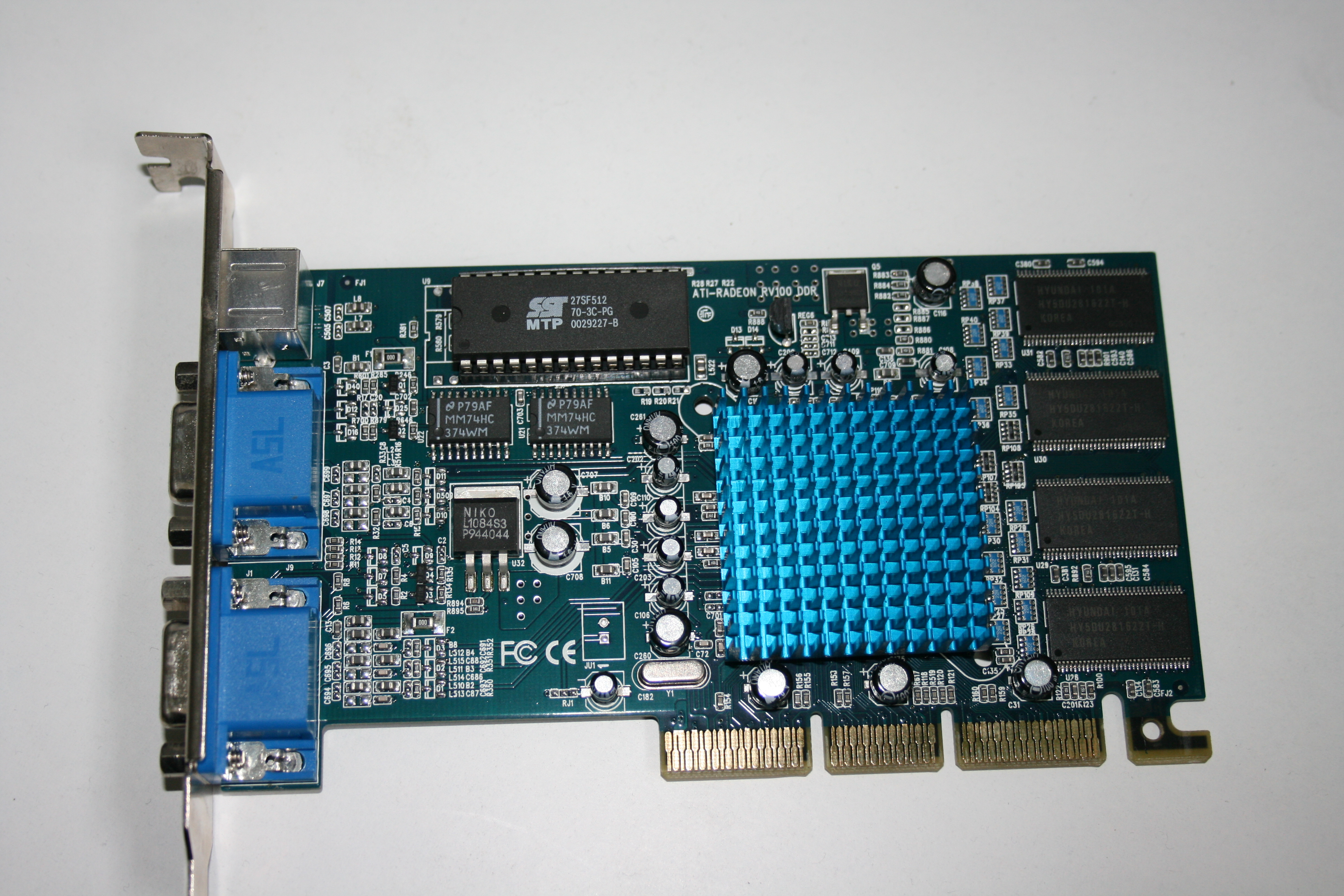
Carte graphique ATI-Radeon RV100, une variante de la R100

Le Radeon 100 (R100) est la première génération de GPU utilisé dans les cartes graphiques Radeon, développé par ATI Technologies et exploité en 2000 et 2001.
Ce processeur graphique propose une accélération 3D basée sur Microsoft Direct3D 7.0 et OpenGL 1.3, une amélioration majeure en termes de fonctionnalités et de performances par rapport à la conception précédente de Rage. Le GPU inclut également une accélération d'interface graphique 2D, une accélération vidéo et plusieurs sorties d'affichage.
« R100 » fait référence au nom de code de développement de la génération du GPU initialement publié. Il est la base pour une variété d'autres produits qui se succèdent.